# Список умерших в 1275 году

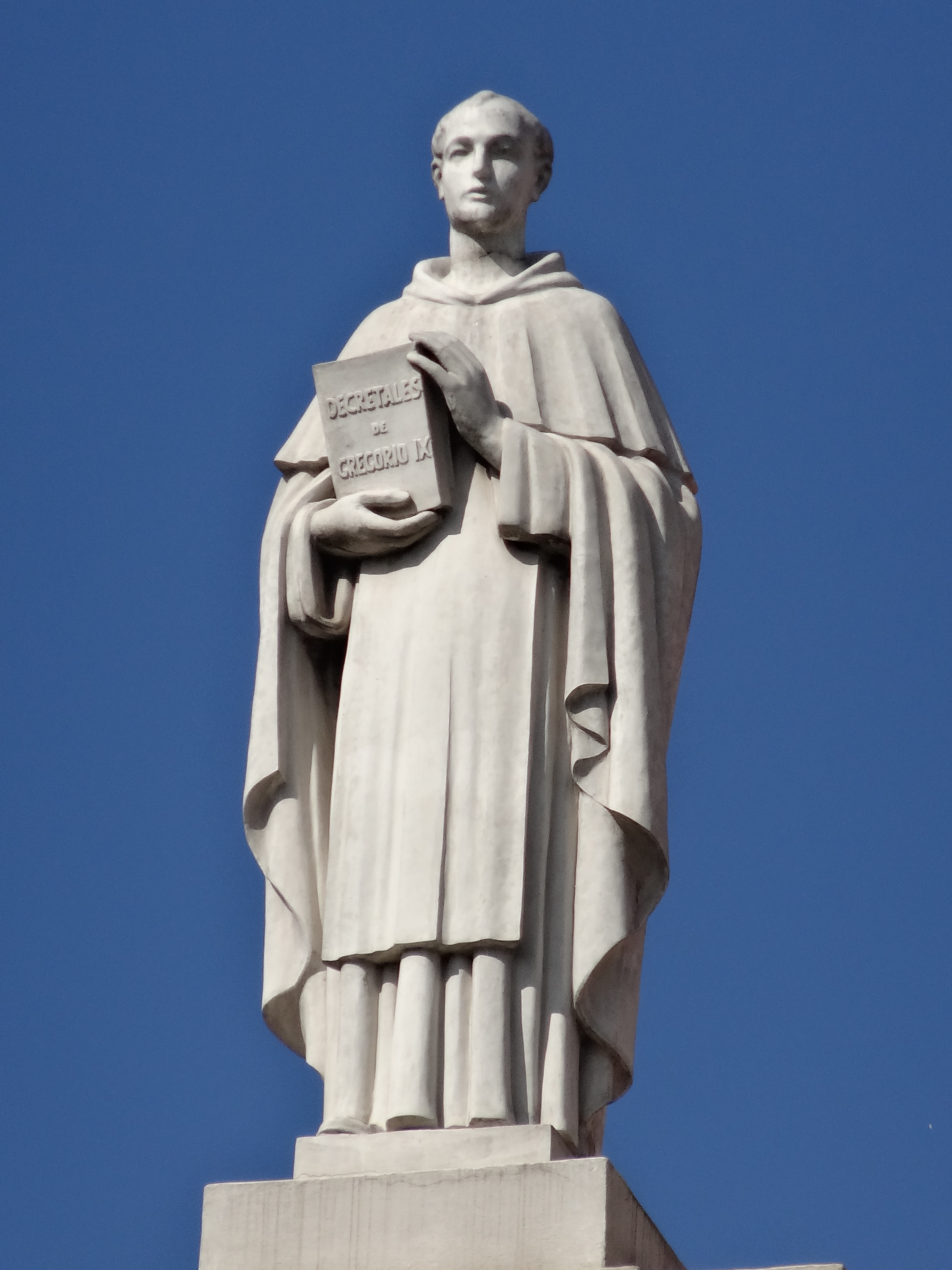
Раймунд де Пеньяфорт

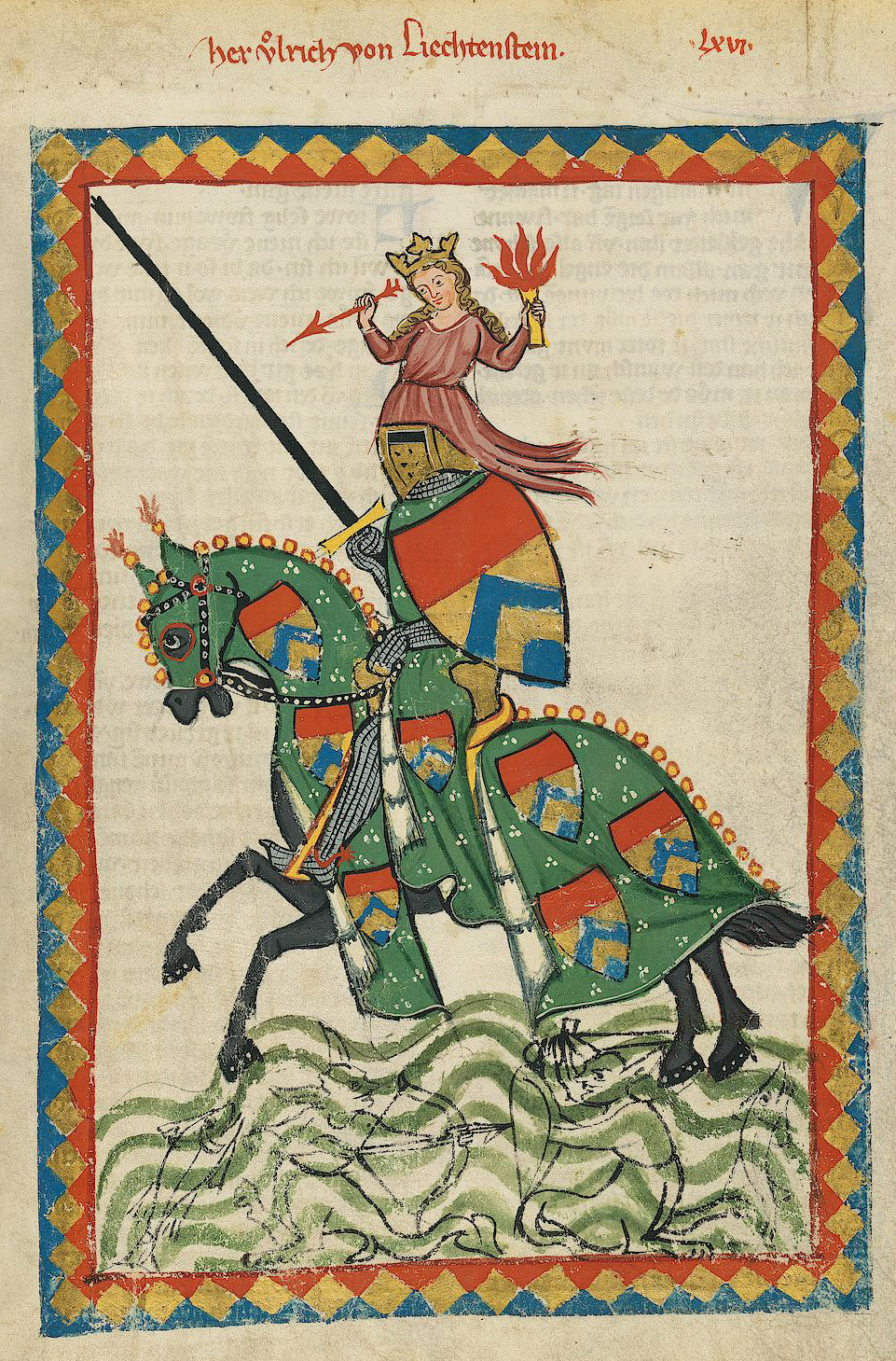
Ульрих фон Лихтенштейн

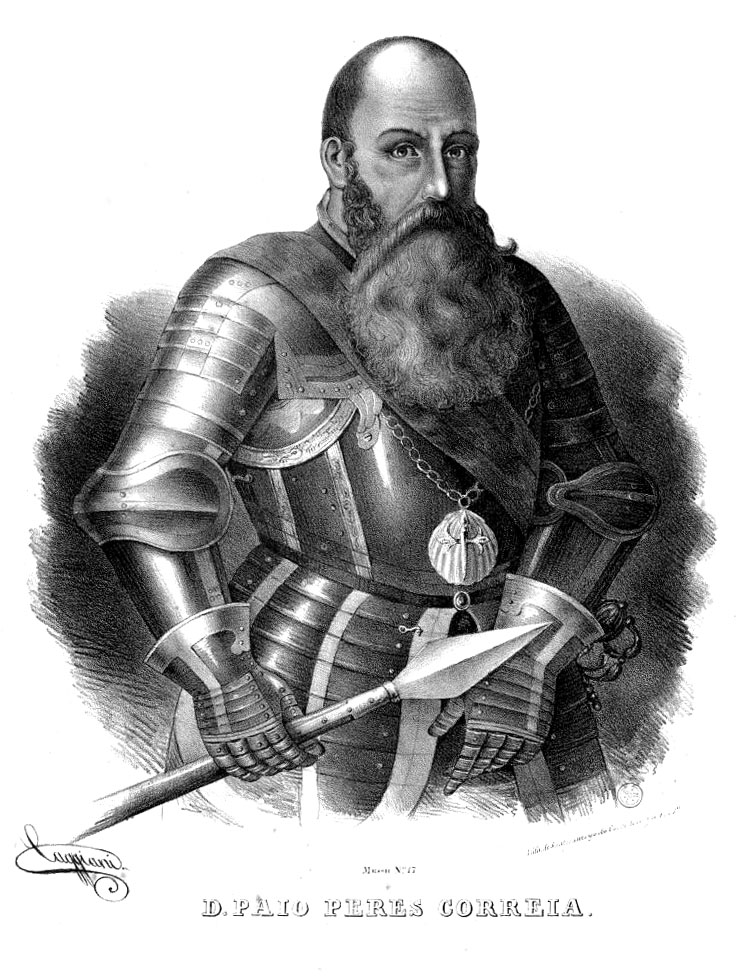
Пайо переш Корейя

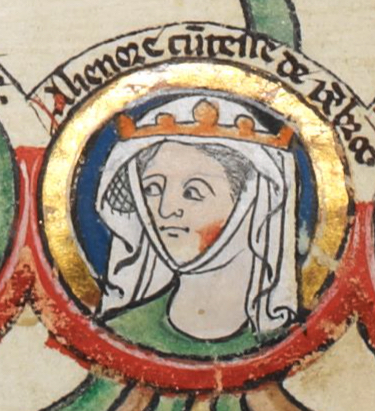
Элеонора Плантагенет

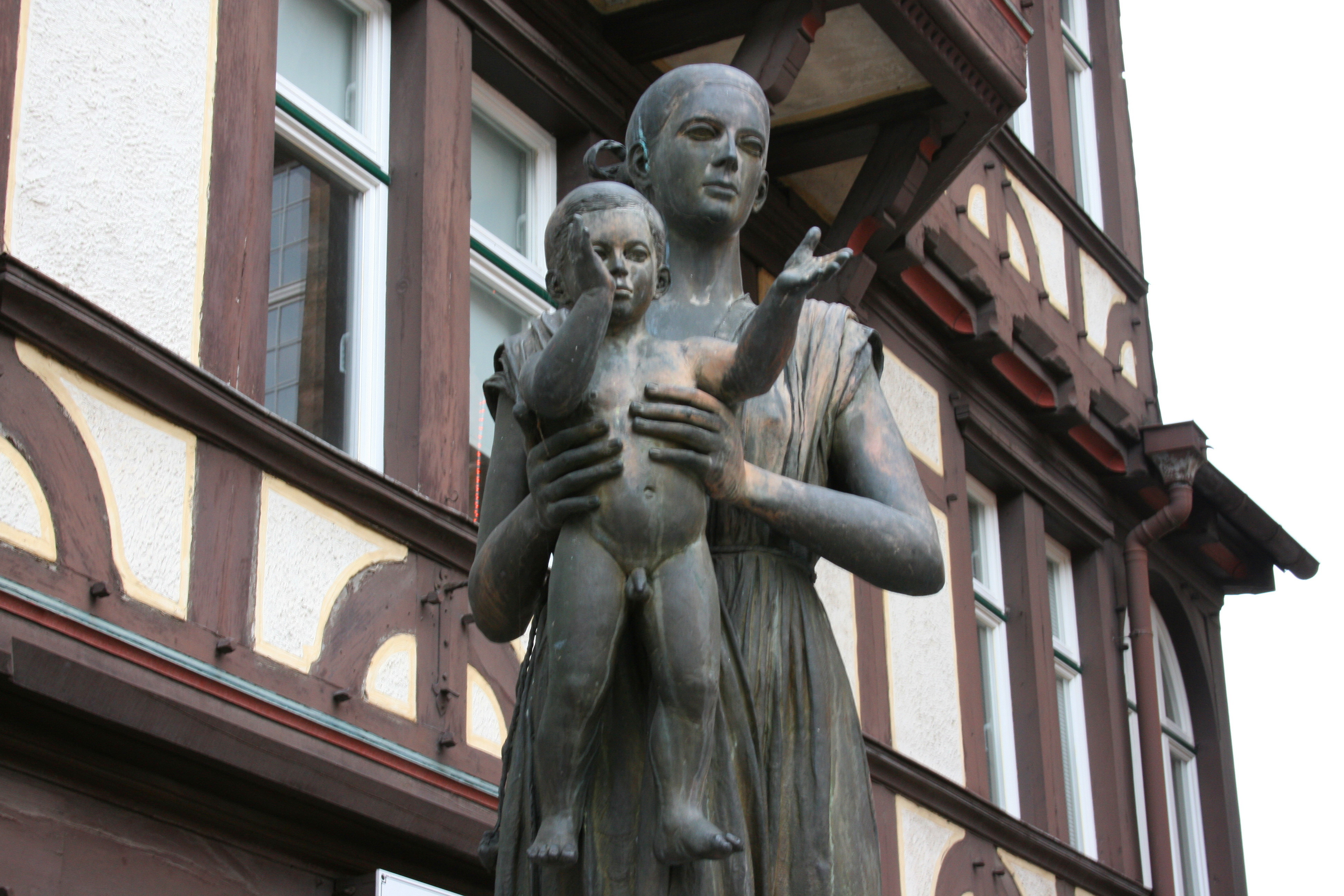
София Брабантская

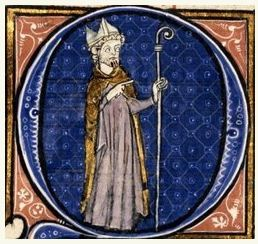
Эд Риго

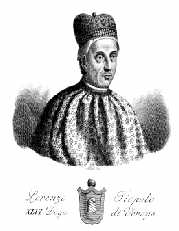
Лоренцо Тьеполо

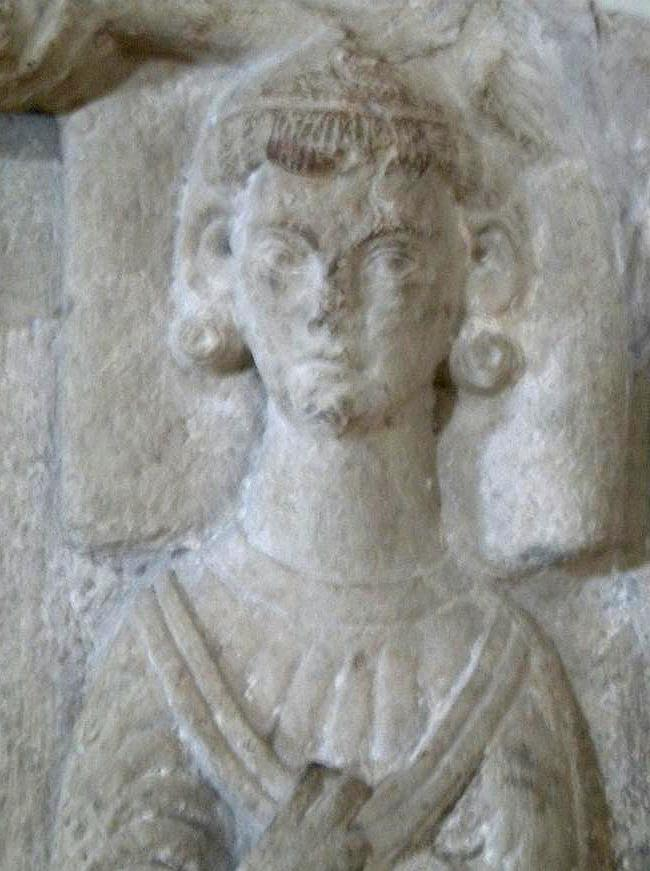
Эрик Биргерсон

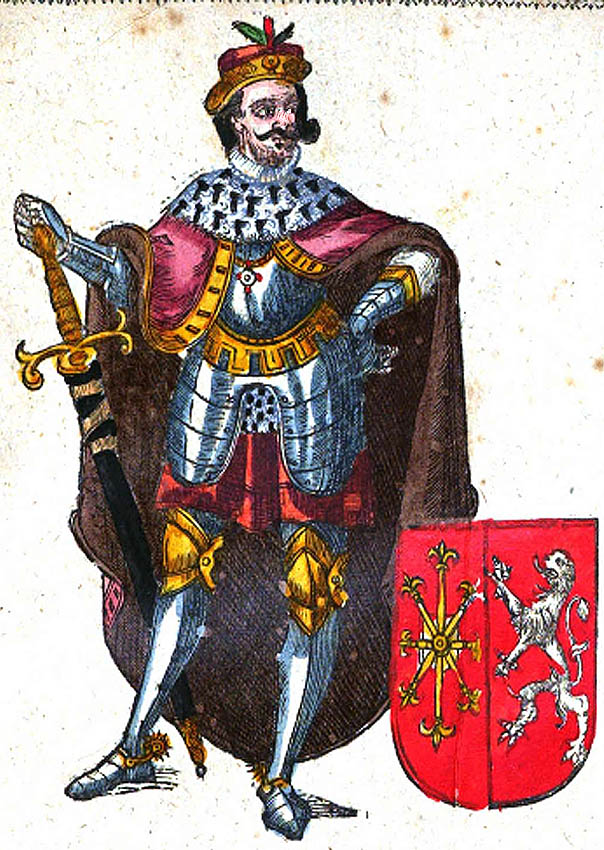
Дитрих V./VII.

В этой статье представлен список известных людей, умерших в 1275 году.
См. также: Категория:Умершие в 1275 году

## Январь
- 6 января — Раймунд де Пеньяфорт — католический богослов, канонист, автор первого официального кодекса канонического права (1234), генерал доминиканского ордена (1238—1240) — святой римско-католической церкви, покровитель канонистов и юристов
- 26 января — Ульрих фон Лихтенштейн — средневековый поэт периода позднего миннезинга. Дата смерти предположительна

## Февраль
- 8 февраля — Пайо переш Корейя[англ.] — португальский деятель Реконкисты, Великий магистр ордена Сантьяго (1242—1275)
- 26 февраля — Маргарита Английская — дочь английского короля Генриха III, королева-консорт Шотландии (1251—1275), жена Александра III Шотландского

## Март
- 1 марта — Бонавита да Луго[итал.] — святой римско-католической церкви.
- 24 марта — Беатриса Английская — дочь короля Англии Генриха III, графиня-консорт Ришмон (1260—1275) жена будущего герцога Бретани Жана II
- 31 марта — Пьер де Минси[фр.] — епископ Шартра (1259—1275)

## Апрель
- 13 апреля — Элеонора Плантагенет — английская принцесса из дома Плантагенетов, дочь короля Англии Иоанна Безземельного, графиня-консорт Пембрук (1224—1231), как жена Уильяма Маршала, 2-го графа Пембрук, графиня-консорт Лестер (1238—1265), как жена Симона де Монфора, 6-го графа Лестер

## Май
- 12 мая — Джон де Бретон[англ.] — епископ Херефорда (1269—1275)
- 21 мая — Сесиль де Бо — графиня-консорт Савойская (1244—1253), жена Амадея IV Савойского, Регент Савойи (1253—1259)
- 27 мая — Фудзивара но Тамейе[англ.] — японский поэт
- 29 мая — София Брабантская (51) — герцогиня-консорт Брабанта (1240—1248), жена Генриха II Великодушного, основательница ландграфства Гессен.

## Июнь
- 17 июня — Аргун-ака — монгольский наместник в Иране.
- 25 июня — Фернандо де ла Серда (19) — инфант Кастилии и Леона, старший сын и наследник короля Кастилии и Леона Альфонсо X Мудрого.
- Бернгард IV[англ.] — сеньор Липпе (1265—1275)

## Июль
- 2 июля — Эд Риго[фр.] — архиепископ Руана (1248—1275)
- 13 июля — Иоанн Толедский — английский кардинал-священник Сан-Лоренцо-ин-Лучина (1244—1262), кардинал-протопресвитер (1254—1262), кардинал-епископ Порто-Санта Руфина (1261—1275), Декан Коллегии кардиналов (1273—1275)
- 31 июля — Герман Альтахский — средневековый историк

## Август
- 15 августа — Лоренцо Тьеполо — 46-й венецианский дож (1268—1275).

## Сентябрь
- 8 сентября — Нуньо Гонсалес де Лара Эль Буэно, кастильский аристократ, королевский советник и военачальник.
- 12 сентября — Мартино Аримани[итал.] — епископ Брешии (1264—1275)
- 24 сентября — Хамфри де Богун — граф Херефорд и лорд Верховный констебль Англии (1220—1275), граф Эссекс (1239—1275).

## Октябрь
- 8 октября — Годред Магнуссон — король острова Мэн {1275), погиб в битве при Роналдсвэе.
- 21 октября — Санчо де Арагон[исп.] — архиепископ Толедо (1266—1275)

## Ноябрь
- 19 ноября — Отто I фон Минден[нем.] — епископ Миндена (1266—1275)
- 26 ноября — Аймон де Крусейлес[нем.] — епископ Женевы (1268—1275)

## Декабрь
- 17 декабря — Эрик Биргерсон[англ.] — герцог Смоланда (1275), сын Биргера
- Леонор Родригес де Кастро[англ.] — кастильская инфанта, жена Филиппа Кастильсого (1269—1275)

## Дата неизвестна или требует уточнения
- Алан Дорвард — юстициарий Шотландии (1244—1251, 1255—1257)
- Амиция де Куртене[англ.] — графиня-консорт Артуа (1262—1275), жена Роберта II д’Артуа
- Анджела де ла Барт — французская дворянка, объявленная ведьмой и заживо сожжённая на костре инквизиции
- Беатриса Сицилийская — титулярная императрица-консорт Латинской империи (1273—1275), жена Филипп де Куртене
- Боэмунд VI Красивый — последний князь Антиохии (1251—1268), титулярный князь Антиохии (1268—1275), граф Триполи (1251—1275).
- Гебхард — граф Ортенбурга (1257—1275), граф Мураха (1238—1272)
- Жюльен де Гренье — последний сеньор Сидона (1247—1260), титулярный сеньор Сидона (1260—1275)
- Джованни Висконти ди Галлура — юдекс Галлуры (1238—1275).
- Джон I Комин, шотландский дворянин и землевладелец, лорд Баденох (1258—1275), юстициарий Галлоуэя (1258).
- Дитрих V/VII — граф Клеве (1260—1275).
- Жоффруа де Бриэль — последний барон Каритэны (Пелопоннес) (1238—1275)
- Кудзё Тадае[англ.] — японский регент, кампаку (1273—1274), сэссё (1274)
- Лука Гримальди[англ.] — генуэзский трубадур, гвельфский политик и дипломат
- Маргарита де Бар — графиня-консорт Люксембурга (1247—1275), жена Генриха V Белокурого
- Мария де Бриенн — императрица-консорт Латинской империи (1234—1261), титулярная императрица-консорт Латинской империи (1261—1273), жена Балдуина II де Куртене
- Серапион Печерский — русский проповедник и писатель, епископ Владимирский, Суздальский и Нижегородский (1274—1275).
- Фернан Санчес де Кастро, незаконнорожденный сын короля Арагона Хайме I Завоевателя, 1-й Барон де Кастро (1250—1275).
- Фудзивара но Чоши[англ.] — императрица-консорт Японии (1226—1229), жена Императора Го-Хорикавы
- Халифа[англ.] — манса империи Мали (1274—1275)
- Херборд[нем.] — епископ Лаванта (1267—1275)
- Цзя Сидао[англ.] — канцлер Империи Сун, казнён.
- Чаберт де Барбейра, феодал, военный лидер сопротивления Окситании в течение Альбигойского крестового похода.
- Сюэтин Фую[англ.] — настоятель Шаолиня, один из отцов основателей боевых искусств Шаолинь